# Lưu Hạo Nhiên
Lưu Hạo Nhiên (tiếng Trung: 刘昊然, bính âm: Liú Hàorán) là một nam diễn viên trẻ người Trung Quốc, được biết đến với vai diễn Dư Hoài trong bộ phim Điều tuyệt nhất của chúng ta và vai diễn Tần Phong trong loạt phim điện ảnh nổi tiếng Thám tử phố Tàu của đạo diễn Trần Tư Thành.

## Tiểu sử
Lưu Hạo Nhiên sinh ngày 10 tháng 10 năm 1997 tại thành phố Bình Đỉnh Sơn, tỉnh Hà Nam (Trung Quốc) với tên khai sinh là Lưu Nguyên (劉源). Năm 2006, anh đã biểu diễn tại Gala Lễ hội mùa xuân của Kênh thiếu nhi CCTV và giành được giải thưởng. Sau khi tốt nghiệp tiểu học, anh được nhận vào Trung cấp trực thuộc Học viện múa Bắc Kinh. Anh đến Bắc Kinh một mình từ năm 11 tuổi để học tập, phát triển tính cách độc lập và mạnh mẽ.

## Sự nghiệp
Năm 2014, Lưu Hạo Nhiên tham gia phim Chuyện tình Bắc Kinh, đóng cặp cùng với Âu Dương Na Na, lần đầu chạm ngõ điện ảnh đã giành được sự ủng hộ đông đảo từ phía khán giả. Lưu Hạo Nhiên còn được đề cử cho giải thưởng Diễn viên mới xuất sắc nhất tại Liên hoan Phim điện ảnh sinh viên Đại học Bắc Kinh lần thứ 21. Tháng 5 năm 2015, Lưu Hạo Nhiên tham gia đóng chính phim điện ảnh Thám tử phố Tàu cùng với diễn viên Vương Bảo Cường. Bộ phim nhanh chóng càn quét các rạp, đạt doanh thu lớn, đưa tên tuổi Lưu Hạo Nhiên đến đông đảo khán giả. Tháng 7 năm 2015, anh trúng tuyển vào Học viện Hí kịch Trung ương Trung Quốc.
Năm 2016, Lưu Hạo Nhiên hợp tác với Đàm Tùng Vận đóng chính trong bộ phim thanh xuân Điều tuyệt vời nhất của chúng ta chuyển thể từ tiểu thuyết cùng tên của Bát Nguyệt Trường An. Bộ phim nhanh chóng gây sốt vì nội dung gần gũi mà sâu sắc, cốt truyện thú vị cùng diễn xuất tự nhiên của các diễn viên, từ đó đã tạo bước ngoặt lớn trong sự nghiệp của họ.
Năm 2017, Lưu Hạo Nhiên đóng chính bộ phim truyền hình Lang Gia Bảng 2 cùng với Huỳnh Hiểu Minh, Trương Huệ Văn. Năm 2018, Thám tử phố Tàu 2 ra mắt, tiếp nối và phát triển thành công của phần 1. Năm 2019, bộ phim truyền hình được mệnh danh "bom tấn 1700 tỉ" - Cửu châu phiêu miểu lục do Lưu Hạo Nhiên cùng Tống Tổ Nhi đóng chính ra mắt khán giả.
Tháng 9 năm 2020, anh làm đại sứ hình ảnh của Liên hoan phim Trăm hoa và Kim Kê Trung Quốc. Vào tháng 10, anh đóng vai chính trong bộ phim Tôi và Tổ quốc tôi của đạo diễn Trần Tư Thành. Vào ngày 3 tháng 10, các bộ phim có sự tham gia của Lưu Hạo Nhiên đã đạt doanh thu phòng vé 10 tỷ nhân dân tệ, trở thành diễn viên thứ 9 và diễn viên trẻ nhất Trung Quốc đạt được cột mốc này.
Năm 2021, Thám tử phố Tàu 3 cũng được công chiếu sau 1 năm bị hoãn vì dịch bệnh. Nhà sản xuất cũng bộc lộ tham vọng tiếp tục sản xuất những phần tiếp theo.

## Tác phẩm

### Điện ảnh
| Năm  | Tiêu đề tiếng Việt      | Tiêu đề tiếng Trung | Vai diễn        | Ghi chú   |
| ---- | ----------------------- | ------------------- | --------------- | --------- |
| 2014 | Chuyện tình Bắc Kinh    | 北京爱情故事        | Tống Ca 宋歌    | Nam chính |
| 2015 | Thám tử phố Tàu         | 唐人街探案          | Tần Phong 秦风  | Nam chính |
| 2015 | Dành dành nở hoa        |                     | Phát thanh viên | Cameo     |
| 2016 | Song Sinh               | 双生                | Lý Bính         | Nam chính |
| 2017 | Đại nghiệp kiến quân    | 建军大业            | Túc Dụ          | Vai phụ   |
| 2017 | Đại náo thiên trúc      |                     | Nhị lang thần   | Cameo     |
| 2017 | Yêu Miêu Truyện         | 妖猫传              | Bạch Long       | Nam phụ   |
| 2018 | Hạnh phúc đang đến      | 幸福马上来          | Mã Hiểu 马晓    | Cameo     |
| 2018 | Thám tử phố Tàu 2       | 唐人街探案2         | Tần Phong 秦风  | Nam chính |
| 2019 | My People, My Country   | 我和我的祖国        | Ốc Đức Nhạc     |           |
| 2020 | My People, My Homeland  | 我和我的家乡        | Tiểu Tần        |           |
| 2020 | Một chút nữa là đến nhà | 一点就到家          | Ngụy Tấn Bắc    | Nam chính |
| 2021 | Thám tử phố Tàu 3       | 唐人街探案3         | Tần Phong 秦风  | Nam chính |

### Phim mạng và phim truyền hình
| Năm  | Tiêu đề tiếng Việt           | Tiêu đề tiếng Trung | Vai diễn                 | Ghi chú   |
| ---- | ---------------------------- | ------------------- | ------------------------ | --------- |
| 2016 | Điều tuyệt nhất của chúng ta | 最好的我们          | Dư Hoài 余淮             | Nam chính |
| 2017 | Quán ăn đêm                  | 深夜食堂            | thầy Tiểu Dương 小杨老师 | Khách mời |
| 2018 | Tiền đồ rộng lớn             | 远大前程            | Hoắc Chấn Tiêu 霍震霄    | Vai chính |
| 2017 | Lang gia bảng 2              | 琅琊榜之风起长林    | Tiêu Bình Tinh 萧平旌    | Nam chính |
| 2019 | Cửu Châu Phiêu Miểu Lục      | 九州缥缈录          | Lữ Quy Trần A Tô Lặc     | Nam chính |

### Chương trình truyền hình
| Năm  | Ngày  | Tiêu đề tiếng Việt                          | Tiêu đề tiếng Trung | Ghi chú                                                                     |
| ---- | ----- | ------------------------------------------- | ------------------- | --------------------------------------------------------------------------- |
| 2014 | 31/5  | Đại bản doanh vui vẻ Số đặc biệt lần thứ 61 | 快乐大本营          | chủ đề Tuổi trẻ, tuổi trẻ《少年，少年》 (cùng Âu Dương Na Na)               |
| 2015 | 3/4   | Tôi là ca sĩ 2015                           | 我是歌手2015巅峰会  | Khách quý                                                                   |
| 2015 | 25/4  | Đại bản doanh vui vẻ                        | 快乐大本营          | Tuyên truyền "Nam tử hán chân chính"                                        |
| 2015 | 1/5   | Nam tử hán chân chính                       | 真正男子汉          | Chương trình đặc biệt của đài Hồ Nam Là khách mời trẻ nhất của chương trình |
| 2015 | 6/9   | Đại bản doanh vui vẻ                        | 快乐大本营          | Cuộc thi đối kháng giữa các tiểu thịt tươi 80 và 90                         |
| 2015 | 16/10 | Đại Bài Đối Vương Bài                       | 大牌对王牌          | Tuyên truyền phim "Thám tử phố Tàu"                                         |
| 2015 | 14/11 | Đại bản doanh vui vẻ                        | 快乐大本营          | Tuyên truyền phim "Thám tử phố Tàu"                                         |
| 2015 | 2/12  | Bạo Tẩu Sư Huynh Não Tàn                    | 暴走脑残师兄        |                                                                             |
| 2015 | 23/12 | Đại Bài Đối Vương Bài                       | 大牌对王牌          | Tuyên truyền phim "Thám tử phố Tàu"                                         |
| 2015 | 26/12 | Năm nhất đại học                            | 一年级大学季        | Tuyên truyền phim "Thám tử phố Tàu"                                         |
| 2016 | 01/01 | Thiên Thiên Hướng Thượng                    | 天天向上            | Tuyên truyền phim "Thám tử phố Tàu"                                         |
| 2016 | 08/01 | Thiên Thiên Hướng Thượng                    | 天天向上            | (cùng Âu Dương Na Na)                                                       |
| 2016 | 04/03 | Thiên Thiên Hướng Thượng                    | 天天向上            | Số đặc biệt: Giáo sư yêu thích nông thôn                                    |
| 2016 | 01/04 | Vương Bài Đối Vương Bài                     | 王牌对王牌          | (cùng Âu Dương Na Na)                                                       |
| 2016 | 09/04 | Đại bản doanh vui vẻ                        | 快乐大本营          | Tuyên truyền phim "Điều tuyệt vời nhất của chúng ta"                        |
| 2016 | 22/04 | Đại Bài Đối Vương Bài                       | 大牌对王牌          | Tuyên truyền phim "Điều tuyệt vời nhất của chúng ta"                        |
| 2016 | 24/04 | Minh tinh đại trinh thám                    | 芒果TV 明星大侦探   | Ngôi sao trinh thám xuất sắc (cùng Âu Dương Na Na)                          |
| 2016 | 15/10 | Khoái lạc đại bản doanh                     | 快乐大本营          | Khách mời                                                                   |
| 2017 | 18/03 | Đoàn thiếu niên năng lượng                  | 高能少年团          | Thành viên cố định                                                          |
| 2021 |       | Vừa hay ta còn trẻ                          | 恰好是少年          | Thành viên cố định                                                          |
|      |       | HAHAHAHAHA mùa 2                            |                     | Khách mời                                                                   |

## Giải thưởng
| Năm  | Tên phim             | Buổi lễ                                            | Giải thưởng                       | Kết quả   |
| ---- | -------------------- | -------------------------------------------------- | --------------------------------- | --------- |
| 2014 | Chuyện tình Bắc Kinh | Liên hoan Phim điện ảnh sinh viên Đại học Bắc Kinh | Diễn viên mới xuất sắc nhất       | Đề cử     |
| 2016 | Thám tử phố Tàu 1    | Liên hoan phim Quốc tế Thượng Hải                  | Diễn viên mới xuất sắc nhất       | Đề cử     |
| 2016 | Thám tử phố Tàu 1    | Hoa Đỉnh                                           | Diễn viên mới xuất sắc nhất       | Đoạt giải |
| 2016 | Thám tử phố Tàu 1    | Hiệp hội phê bình điện ảnh Thượng Hải              | Diễn viên mới xuất sắc nhất       | Đoạt giải |
| 2018 | Thám tử phố Tàu 2    | Quần Chúng Bách Hoa                                | Nam diễn viên chính xuất sắc nhất | Đề cử     |